# Apocephalus angularis
Apocephalus angularis är en tvåvingeart som beskrevs av Borgmeier 1971. Apocephalus angularis ingår i släktet Apocephalus och familjen puckelflugor. Inga underarter finns listade i Catalogue of Life.